# Karl Käfer
Karl Käfer (* 10. Januar 1898 in St. Gallen; † 30. Juli 1999 in Zürich) war ein schweizerischer Betriebswirtschaftler. Er entwickelte 1947 einen Kontenrahmen, der in der Schweiz lange Zeit als Referenzrahmen für die Buchhaltungen der Unternehmen galt.
Karl Käfer wurde geboren als Sohn des österreichischen Schreiners Vinzenz Käfer und der Mathilde Käfer, geborene Kunzmann, und wurde 1916 in St. Gallen eingebürgert. Er war als Real- und Gewerbeschullehrer in St. Gallen und Zürich tätig. 1941 wurde er mit der Dissertation «Der Kettensatz: ein Beitrag zur Geschichte und Theorie des kaufmännischen Rechnens» zum Dr. oec. publ. promoviert. 1943 wurde er mit der Schrift «Die Betriebsrechnung: Theorie, Methoden, Formen» an der Universität Zürich habilitiert. Ab 1944 war er dort ausserordentlicher und von 1946 bis 1967 ordentlicher Professor für Betriebswirtschaftslehre mit Schwerpunkt Rechnungswesen. 
Karl Käfer galt als herausragendster Vertreter der schweizerischen Betriebswirtschaftslehre. Er veröffentlichte über hundert Schriften, die besonders in der Schweiz und in Japan Einfluss auf unternehmerische Theorie und Praxis entfalteten. 1952 gründete er die Vereinigung Schweizerischer Betriebswirtschafter (auch «Käfer-Klub» genannt). 1958 wurde ihm ein Ehrendoktorat der Universität Mainz verliehen.
Karl Käfer war zweimal verheiratet: ab 1923 mit Anna Katharina Nüssle von Ebnat und ab 1935 mit Hermine Schweizer von Schwellbrunn.